# مزرعة الوند
مزرعة الوند هي قرية في مقاطعة نظر أباد، إيران. في تعداد عام 2006، لوحظ وجودها، ولكن لم يتم الإبلاغ عن سكانها.